# ژاسمانی کامپوس
ژاسمانی کامپوس (اسپانیایی: Jhasmani Campos‎؛ زادهٔ ۱۰ مهٔ ۱۹۸۸) بازیکن فوتبال اهل بولیوی است.
از باشگاه‌هایی که در آن بازی کرده‌است می‌توان به باشگاه ورزشی المعیذر، باشگاه فوتبال اسپارتاک ولادی‌قفقاز و باشگاه ورزشی کاظمه کویت اشاره کرد.
وی همچنین در تیم‌های ملی فوتبال بولیوی و بولیوی، بازی کرده‌است.